# Medón
Medón (latinsky Medon) je v řecké mytologii jméno tří postav.

## Medón – syn krále Oilea
Král Oileus vládl v Lokridě, byl jedním z Argonautů. V době trojské války byl již starý, bojovali v ní však jeho dva synové.
Starší Aiás, zvaný „malý“ byl proslulým kopiníkem. Dobře se ve dvojici doplňoval se jmenovcem Aiantem, nazývaným Aiás velký. Oč byl jeden větší a silnější, o to druhý byl více pohyblivý a rychlý.
Mladší královský syn Medón byl synem nymfy Rhéné, královy milenky. Ten v trojské válce velel oddílům vojska Filoktéta, kterého Řekové museli zanechat na ostrově Lémnos kvůli jeho zranění.

## Medón – Odysseův hlasatel
Když ithacký král Odysseus odešel do trojské války, Medón pečoval o jeho syna Télemacha. Za to ho Odysseus ušetřil, když se zbavoval ženichů, kteří usilovali o jeho ženu i království.

## Medón – syn krále Kodra
Medón, syn krále Kodra (Kodros), byl prvním archontem Atén.